# Hand and Brain
Hand and Brain (deutsch: Hand und Hirn) ist eine Schachvariante, bei der zwei Spieler für die Bewegung der Figuren einer Seite verantwortlich sind, die Hand und Hirn genannt werden und verschiedene Rollen haben.

## Ablauf
Gespielt wird eine gängige Partie Schach, üblicherweise mit kurzer Bedenkzeit, bei der jedoch mindestens eine der beiden Seiten als Team aus zwei Spielern antritt. Vor Beginn der Partie wird festgelegt, wer in dem jeweiligen Team die Rolle des Hirns bzw. der Hand übernimmt, wobei die Rollen im Laufe der Partie nicht mehr getauscht werden dürfen. Wenn das Team am Zug ist, sagt das Hirn der Hand an, welche Figurenart gezogen werden soll. Die Hand ist an diese Vorgabe gebunden, kann aber über den konkreten Zug frei entscheiden. Die beiden Spieler dürfen sich dabei nicht absprechen. Falls kein legaler Zug mit der benannten Figur möglich sein sollte, darf die Hand das Hirn darauf hinweisen, wonach dieses eine andere Figurenart benennt. Durch die Kombination zweier meist sehr unterschiedlich starker Spieler kommt es oftmals zu unerwarteten Zügen, da die Gedankengänge des Mitspielers nicht durchschaut werden, wodurch sich ein hoher Unterhaltungswert für die Zuschauer ergibt.

## Geschichte
Die Schachvariante erlangte vor allem durch Schach-Streamer wie Hikaru Nakamura, Eric Hansen oder Alexandra Botez größere Aufmerksamkeit.
Im Rahmen von Twitch-Rivals gab es 2021 ein Hand-and-Brain-Turnier, bestehend aus 16 Teams mit jeweils einem erfahrenen Schachspieler als Hirn, sowie einem unerfahrenen und bekannten Streamer als Hand. Gewonnen wurde das Turnier von Robert Hess und  Ludwig Ahgren.